# 인도 철학
인도 철학(印度哲學 · Indian philosophy) 또는 인도의 사상(印度의 思想 · Indian thoughts)은 인도 아대륙에서 전개된 철학 또는 사상을 가리킨다.
기원전 1200년 경에 아리아족이 서북인도의 펀자브 지방에 침입하여 원주민을 정복하고 정착하였는데, 힌두교의 가장 오랜 성전인 《리그베다》의 종교, 철학 사상이 이 시기에 성립되었다. 그 후 전통적이고도 정통적(正統的)인 인도 사상은 이슬람교가 침입하기 시작한 8세기 경까지의 시대 동안 완전한 모습을 갖추었다. 이 때까지의 인도의 사상은 다음과 같은 6단계의 시대로 나눌 수 있다.
1. 베다 시대
2. 브라만교 시대
3. 비브라만교 시대
4. 불교 흥륭 시대
5. 힌두교 시대
6. 인도 사상의 확립 시대

제6기 이후 중세와 근세에 들어서면서 이슬람교, 기독교, 기타 여러 서구적 사상들이 인도에 들어오자 인도 고유의 여러 사상들은 외래의 비(非)인도 사상들에 대하여 서로 힘을 모아 대항하였다. 인도 고유의 종교, 철학적 사상들이 정치적으로 한데 묶어져서 영국의 지배에 저항하며 인도의 독립을 추동하는 사상으로 나타났는데, 마침내 간디(1869~1948)는 인도 고유의 종교적 · 철학적 · 영적 포기(Sannyāsa)와 무저항(Ahiṃsā)의 정신을 바탕으로 한 비폭력 저항으로는 영국의 무력 지배에 대항하였다.
철학 사상으로서 현대에도 가장 유력한 것은 베단타 학파 계통의 한 분파인 아드바이타 베단타의 불이일원론(不二一元論)이다. 이밖에도 타고르의 심미주의, 아우로빈도(1872~1950)의 신비주의, 라다크리슈난(1888~1975)의 사해동포주의가 있다. 종교로서는 힌두교가 가장 우세하고 그 다음으로 이슬람교 · 기독교 · 불교 · 자이나교 · 시크교 등이 있다.

## 기원
적어도 기원전 3000여년전 인더스강 유역에 드라비다족 등이 이룩한 고도의 동기시대문명(銅器時代文明)이 있었으며, 또한 이 때에 이미 인도사상과 밀접한 관계가 있다고 생각되는 성기 숭배 · 나무 숭배 · 뱀 숭배 · 소 숭배 등의 숭배 의식과 선정(禪定)과 신성한 목욕 등의 수행 등이 있었다.
기원전 1200년경에 아리아족이 서북인도의 비옥한 펀자브 지방에 침입하여 원주민을 정복하여 정착하였고, 그 무렵에 힌두교의 가장 오랜 성전인 《리그베다》의 종교철학사상이 성립되었다. 《리그베다》에는 다신교 · 단일신교 · 교체신교 · 유일신교 · 범신론적인 요소들이 모두 들어 있다. 베다서로는 《리그베다》 이외에 《사마베다》·《야주르베다》·《아타르바베다》를 포함한 총 4종의 베다가 있는데, 자연에 대한 찬가, 여러 신에 대한 제사, 의식에 관한 예법, 축문, 주문 등이 실려 있다.
전통적이고도 정통적인 인도사상은 《리그베다》가 성립된 후부터 이슬람교가 침입하기 시작한 8세기경까지의 긴 시간에 걸쳐서 완전히 확립되었다.

## 특징
인도사상은 한 마디로 종교적이고 철학적인데 다음과 같은 사상적 특징을 가진다.
1. 신앙과 지식이 밀착되어 있다.
2. 다르마를 중시하는 율법적인 사회제도와 정치관을 가지고 있다.
3. 염세적이면서도 이상적인 인생관을 가지고 있다.
4. 신비적이면서도 인식론적인 종교적 해탈관(解脫觀)을 가지고 있다.
5. 범신론적이고 영혼불멸론적인 내세관, 즉 윤회전생(輪廻轉生)의 사상을 가지고 있다.

## 역사

### 베다 시대
제1기인 베다 시대는 《리그베다》를 비롯한 베다 문헌이 성립된 시기이다. 《리그베다》의 종교 철학적 사상이 이 시대를 대표한다.

### 브라만교 시대
제2기인 브라만교 시대에서는 베다서들에 대한 주석서인 브라마나와 우파니샤드가 만들어지고 《리그베다》의 종교 철학 사상이 더 깊고 넓게 조직 체계화되었다. 또 성직자 계급인 브라만, 왕족과 군인 계급인 크샤트리아, 일반 서민 계급인 바이샤, 노예 계급인 수드라로 이루어진, 인도 고유의 종교적 계급 사회 제도인 4성제도(四姓制度)가 확립되었으며, 최상층 계급인 브라만 계급은 자신들의 계급만이 영적으로 재생할 수 있다고 주장하였다.
브라만 계급은 사람의 행복과 불행은 여러 신들에게 드리는 제사와 기도 등에 달려 있다고 보았고 또한 중성적 · 원리적 최고신인 우주적 영혼으로서의  브라만과 하나 하나의 개인인 아트만은 본래 동일한 존재이며 하나인 것을 명상적으로 깨닫게 되면 최고의 영적 · 정신적 행복에 도달하며 윤회의 수레바퀴로부터 해탈하게 된다고 보았다.

### 비브라만교 시대
제3기인 비브라만교 시대는 전통적 브라만교와는 다른 입장과 견해를 가진 종교와 철학이 일어난 시대이다. 전통적 브라만교는 유신론적인 입장을 지녔으며 베다의 절대성을 주장하고 내세를 인정하며 자파 중심의 낙관적 제사 만능주의와 수정주의(修定主義)를 내세웠는데, 이러한 브라만교의 전통적인 견해와 철학을 반대하는 불교 · 자이나교 · 육사외도 등의 무신론 · 유물론 · 회의론 · 금욕주의 · 현세적 쾌락주의 등이 이 시대에 일어났다.

### 불교 흥륭 시대
제4기인 불교 흥륭 시대는 불교, 특히 부파불교 또는 소승불교가 흥기한 시대이다. 당시의 불교는 고행과 쾌락에 치우치지 않는 중도와 카스트의 4성의 평등을 주장하였으며 인간의 행복과 불행은 인간 자신의 영적 · 정신적 · 육체적 행동에 달려 있다는 연기설(緣起說)과 업사상(業思想)을 주장하였다. 아소카왕은 이러한 불교 사상을 크게 신봉하여 정치적으로 후원하였고 인도 문화의 황금 시대를 이루었다.

### 힌두교 시대
제5기인 힌두교 시대는 전통적 브라만교가 자신들에 반대하는 불교 · 자이나교 등의 흥륭에 대항하여 시바 · 비슈누 · 크리슈나의 숭배 등 자파 이외의 여러 토속 신앙을 최대한으로 포섭하여 힌두교라는 만신전(萬神殿)적인 모습의 종교를 성립시킨 시대이다.

### 인도사상의 확립 시대
제6기인 인도사상의 확립시대는 정통 힌두 철학인 육파철학(六派哲學)이 확립된 시대이다. 《라마야나》와 〈바가바드 기타〉를 포함하고 있는 《마하바라타》의 인도의 2대 서사시와 마누법전이 모두 이 시대에 만들어졌고 또한 이 시대의 말기에 대승불교가 흥기하였다.
이 시대는 대략 굽타 왕조 시대(4세기~6세기)에 해당하는데, 그전까지의 여러 종교적 · 철학적 · 정치적 사상들이 완성되어 인도사상의 정수라고 할 수 있는 육파철학, 즉 삼키아 · 요가 · 니야야 · 바이셰시카 · 미맘사 · 베단타의 정통 여섯 힌두 철학이 확립되었다.

## 평가
독일의 유명한 인도 철학자 도이센(Paul Deussen: 1845~1919)은 "《리그베다》를 알지 못하는 사람과는 종교 이야기를 할 수 없다"고 하였고 또 세계적으로 유명한 산스크리트어-영어 사전을 만든 영국의 인도학자 모니어 윌리엄(Monier Williams)은 "인도사람은 스피노자보다도 2000여 년 전에 이미 스피노자였다"고 하였다.
쇼펜하우어는 자기의 인도철학의 연구를 "그것은 내 일생 동안의 위안이었으며, 또 죽은 뒤에도 그러리라"라고 하고, 또 우파니샤드를 평하여 "이 세상에서 있을 수 있는 가장 값어치 있고 고상한 책"이라고 하였다.
라다크리슈난은 영국과 함께 인도에 들어온 서구적 · 역사적 기독교 사상을 평하면서 "진정한 기독교인은 단 한 사람이었는데 그마저 십자가에 못박혀 버렸다"는 니체의 말을 인용하면서 예수는 동양적이고 인도적인 종교사상가이며 예수의 종교와 서구적 · 역사적 기독교와는 전혀 다르다고 할 정도로 예수의 종교는 기독교화되고 서구화되었다고 하였다.

## 같이 보기
- 불교
- 자이나교
- 힌두교
- 불교 철학
- 자이나교 철학
- 힌두 철학
- 시크교

## 참고 문헌
- 이 문서에는 다음커뮤니케이션(현 카카오)에서 GFDL 또는 CC-SA 라이선스로 배포한 글로벌 세계대백과사전의 내용을 기초로 작성된 글이 포함되어 있습니다.